# Катиначчо
Катиначчо (итал.  Catinaccio, ладинск.  Vael, нем.  Rosengarten) — горный массив в Доломитовых Альпах в итальянской области Трентино-Альто-Адидже.

## Описание
Горный массив в восточной части Доломитовых Альп, ограниченный на востоке долиной Фасса, на юге — перевалом Косталунга, на западе — долиной Валь-ди-Тирес и на севере — плато Сьюзи и горными массивами Сассопьятто и Сассолунго. Состоящий из больших скал Доломитовых Альп, он является одним из самых известных альпинистских массивов с Торри-дель-Вайолет; высшая точка массива — вершина Катиначчо-д'Антермойя (3002 м).